# Rhacophorinae
Rhacophorinae – podrodzina płazów bezogonowych z rodziny nogolotkowatych (Rhacophoridae).  

## Zasięg występowania
Podrodzina obejmuje gatunki występujące w tropikalnej Afryce i Azji do umiarkowanych Chińskiej Republiki Ludowej i Japonii.

## Podział systematyczny
Do podrodziny należą następujące rodzaje:
- Beddomixalus Abraham, Pyron, Ansil, Zachariah & Zachariah, 2013 – jedynym przedstawicielem jest Beddomixalus bijui (Zachariah, Dinesh, Radhakrishnan, Kunhikrishnan, Palot & Vishnudas, 2011)
- Chirixalus Boulenger, 1893
- Chiromantis Peters, 1854
- Feihyla Frost, Grant, Faivovich, Bain, Haas, Haddad, de Sá, Channing, Wilkinson, Donnellan, Raxworthy, Campbell, Blotto, Moler, Drewes, Nussbaum, Lynch, Green & Wheeler, 2006
- Ghatixalus Biju, Roelants & Bossuyt, 2008
- Gracixalus Delorme, Dubois, Grosjean & Ohler, 2005
- Kurixalus Ye, Fei & Dubois, 1999
- Leptomantis Peters, 1867
- Liuixalus Li, Che, Bain, Zhao & Zhang, 2008
- Mercurana Abraham, Pyron, Ansil, Zachariah & Zachariah, 2013 – jedynym przedstawicielem jest Mercurana myristicapalustris Abraham, Pyron, Ansil, Zachariah & Zachariah, 2013
- Nasutixalus Jiang, Yan, Wang & Che, 2016
- Nyctixalus Boulenger, 1882
- Orixalus Dubois, Ohler & Pyron, 2021
- Philautus Gistel, 1848
- Polypedates Tschudi, 1838
- Pseudophilautus Laurent, 1943
- Raorchestes Biju, Shouche, Dubois, Dutta & Bossuyt, 2010
- Rhacophorus Kuhl & Van Hasselt, 1822
- Tamixalus Dubois, Ohler & Pyron, 2021 – jedynym przedstawicielem jest Tamixalus calcadensis (Ahl, 1927)
- Taruga Meegaskumbura, Meegaskumbura, Bowatte, Manamendra-Arachchi, Pethiyagoda, Hanken & Schneider, 2010
- Theloderma Tschudi, 1838
- Zhangixalus Li, Jiang, Ren & Jiang, 2019

Taksony nieprzypisane do żywej lub wymarłej populacji (nomina inquirenda):
- Dendrobatorana Ahl, 1927
- Hylambates dorsalis Peters, 1875